# Paradiadelia tigrinata
Paradiadelia tigrinata là một loài bọ cánh cứng trong họ Cerambycidae.